# Sultánova mešita (Priština)
Sultánova mešita (albánsky Xhamia e Mbretit, srbsky Царева џамија/Careva džamija) se nachází v metropoli Kosova, Prištině.
Mešitu nechal v roce 1461 zbudovat turecký sultán Mehmed II. Stavba vznikla jen několik let po pádu Cařihradu; mešita měla být jednoduchou stavbou. Bílý svatostánek prištinských muslimů vznikl z kamenných bloků a minaret má vysoký 13,5 m. Při několika četných válkách mezi Turky a Rakousko-Uherskem se podařilo Rakušanům na konci 17. století obsadit Prištinu[zdroj?] a mešitu krátkodobě upravili jako katolický kostel.
V letech 1961-1962 probíhala obnova mešity. Minaret byl přebudován v letech 1964-1967 poté, co se původní zhroutil.
V roce 1990 vyhlásila srbská vláda mešitu za kulturní památka mimořádného významu. Kosovská vláda ji eviduje jako kulturní památku s evidenčním číslem 002 766.